# Marcella Pobbé
Marcella Pobbé (née le 13 juillet 1921 à Vicence et morte le 17 juin 2003 à Milan) est une soprano italienne. 

## Biographie
Marcella Pobbé étudie d'abord dans sa ville natale, puis au Conservatoire Gioachino Rossini de Pesaro, et à l'Académie musicale Chigiana de Sienne. Elle débute à Spolète en 1949, dans le rôle de Marguerite dans Faust, et la même année, débute au Teatro San Carlo de Naples, où elle paraitra régulièrement jusqu'en 1973.
Elle débute à l'Opéra de Rome en 1954, dans le rôle-titre de Iphigénie en Tauride, et à La Scala de Milan en 1955, dans le rôle de Bethsaba lors de la création de David de Darius Milhaud. Elle parait aux Thermes de Caracalla, en Matilde dans Guillaume Tell en 1957, et en Elsa dans Lohengrin en 1959. Elle chante alors sur toutes les grandes scènes lyriques italiennes (Venise, Parme, Bologne, Florence, Mantoue, Palerme, etc).
Dans les années 1950, elle parait aussi à la télévision italienne, notamment dans des productions de Le nozze di Figaro, Un ballo in maschera, et Adriana Lecouvreur, l'un de ses rôles marquants.
Sur la scène internationale, elle parait à Monte-Carlo, Zurich, Vienne, Londres, Barcelone, et chante au Metropolitan Opera de New York durant la saison 1958-59 (Marguerite et Mimi).
Artiste polyvalente et interprète musicale et raffinée, dotée d'une solide technique lui permettant d'aborder le répertoire lyrique et dramatique avec le même succès (Agathe, Eva, Micaela, Leonora, Amelia, Desdemona, Tosca, Francesca, etc).
Pobbé se produit jusqu'à la fin des années 1970, puis devient critique musicale pour le journal Vicenza Gazzettino. En 2000, elle publia une série d'interviews effectuée avec des chefs d'orchestre.

## Sources
- (de) Operissimo.com Biographie de Marcella Pobbé
- Opera News, Obituaries, September 2003.